# Pseudocraniolum
Pseudocraniolum is een geslacht van halfvleugeligen uit de familie Aphrophoridae. De wetenschappelijke naam van dit geslacht is voor het eerst geldig gepubliceerd in 1923 door Hedicke.

## Soorten
Het geslacht Pseudocraniolum  is monotypisch en omvat slechts de volgende soort:
- Pseudocraniolum insularis Schmidt, 1922